# Кляйн, Людвиг
Людвиг Кляйн (нем. Ludwig Klein; 16 октября 1868, Аугсбург — 26 июля 1945, Бад-Бевензен) — немецкий инженер-механик, профессор и ректор Ганноверского университета.

## Биография
Людвиг Клейн родился 16 октября 1868 года в Аугсбурге; в 1901 году он занял позицию полного профессора общей механики в Королевском техническом университете в Ганновере. После этого он читал лекции по общей теории машин, черчению, по подъемникам и насосам, а также — по водной, конвейерной, воздушной и строительной технике. С 1910 года он добавил в программу новую лекцию по конвейерам (Förderanlagen für Massengüter): данная тема сформировала новый исследовательский центр на кафедре, который в 1930 году стал называться Институт конвейеров. В 1917 году Клейн получил титул тайного советника. С 1931 по 1933 год он состоял ректором Ганноверского университета. После прихода к власти национал-социалистов, он активно продвигал национал-социалистическую программу в университете, включая антисемитизм: в частности, при апелляции изгнанного профессора Хуго Кулки (Hugo Kulka, 1883—1933). 11 ноября 1933 года Кляйн был среди более 900 ученых и преподавателей немецких университетов и вузов, подписавших «Заявление профессоров о поддержке Адольфа Гитлера и национал-социалистического государства»; в 1935 году он вышел в отставку — его преемником стал Альберт Вирлинг (Albert Ludwig Vierling, 1899—1989). Людвиг Клейн скончался 26 июля 1945 года Бад-Бевензене.

## Работы
- Vorträge über Hebezeuge. Hellwing, 1921. 4. Auflage 1929.
- mit Josef Maercks: Lehrbuch des Maschinenbaues. Bd. 1: Die maschinentechnischen Baustoffe. Engelmann, Leipzig 1926.
- Untersuchungen von Lagern mit «Gittermetall» und «Regelmetall»-Ausguss. Braunschweiger Hüttenwerk, Braunschweig-Melverode 1927.
- Die Kreiselpumpe als Kesselspeisepumpe. Ziemsen, Wittenberg 1929.
- mit Erich Falz: Das wirtschaftlichste Lagermetall. Eine praktisch-wissenschaftliche Studie auf betriebstechnischer Basis unter Stützung auf das Gutachten von Prof. Klein und die Grundzüge der Schmiertechnik von Ober-Ing. Falz. Braunschweiger Hüttenwerk, Braunschweig-Melverode 1933.
- Die Berechnung der Drahtseile. Ziemsen, Wittenberg 1937.